# 漸變論
漸變論（英語：Gradualism），又稱漸進論或漸進主義，是指主張逐漸變化或者漸進變化的假設、理論或者原則，類似的概念有均變論、漸進主義和改良主義。其中英語的「Gradualism」一詞源自於拉丁語的「gradus」，具有腳步的意思。